# مجموعة باريلا
باريلا س.ب.ا (بالإيطالية: Barilla S.p.A.)‏ هي شركة إيطالية و أوروبية كبرى للمواد الغذائية تأسست في 1877 في بارما إيطاليا من قبل بيترو باريلا. الشركة ضمن القطاع الخاص ولا تزال في الجيل الرابع من ملكية عائلة باريلا ويديرها ثلاثة أشقاء هم رئيس مجلس الإدارة غيدو باريلا ونائبيه لوكا و باولو باريلا.

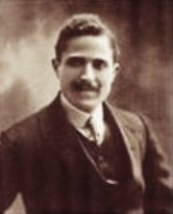
Pietro Barilla Senior